# Watt családnevűek listája
- James Watt (1736–1819), skót feltaláló és mérnök, akiről az SI rendszerben a teljesítmény mértékegységét (watt) elnevezték
- Robert Alexander Watson-Watt (1892–1973), skót fizikus, a radar feltalálója
- Mitchell Watt (1988–), olimpiai ezüstérmes ausztrál távolugró

- Aleksander Wat (1900–1967), lengyel író, a lengyel futurizmus egyik megalapítója